# Književnost u 1832.
◄◄ | ◄ | 1829. | 1830. | 1831. | 1832.  | 1833. | 1834. | 1835. | ► | ►►
Arhitektura • Astronomija • Biologija • Glazba • Kazalište • Kemija • Kiparstvo • Knjige • Književnost • Kršćanstvo • Meteorologija • Medicina • Politika • Pravo • Promet • Slikarstvo • Šport • Znanost • Željeznički promet
Književnost u 1832.

## Svijet

### Književna djela
- Bajka o caru Saltanu Aleksandra Sergejeviča Puškina

### Smrti
- 22. ožujka – Johann Wolfgang von Goethe, njemački književnik (* 1749.)

## Hrvatska i u Hrvata

### Književna djela
- Još Hrvatska ni propala Ljudevita Gaja

## Vanjske poveznice
|  | Zajednički poslužitelj ima još gradiva o temi Književnost u 1832. |